# Imperia Tower
Imperia Tower je mrakodrap v obchodní čtvrti Moskva-City v Moskvě, ve kterém se nachází kanceláře, hotel a soukromé apartmány. Design věže byl vytvořen architekty NBBJ, jsou použity eliptické a hi-tech prvky, byla dostavěna v roce 2011.
Věž je rozdělena na tři části:
- Apartmány – 45 000 m2
- Hotel – 30 000 m2
- Kanceláře – 76 700 m2